# Загрецкий, Дмитрий Станиславович
Дмитрий Станиславович Загрецкий (8 ноября 1924, Одесса — 5 марта 1980, там же) — украинский советский хормейстер, хоровой дирижёр, музыкальный педагог, профессор Одесской консерватории (1971). Заслуженный деятель искусств УССР (1960).

## Биография
Родился в семье известного в Одессе врача-гинеколога.
В 1949 году окончил Одесскую консерваторию, ученик К. К. Пигрова.
С 1962 года — заведующий кафедрой хорового дирижирования. Одновременно, в 1950—1955 годах — художественный руководитель и главный дирижёр хоровой капеллы Одесской государственной филармонии. В 1955—1980 годах — главный хормейстер Одесского театра оперы и балета.
С 1971 года — профессор Одесской консерватории. Д. С. Загрецкий воспитал более 50 дирижёров. Среди них: народный артист Украины, академик, профессор А. Т. Авдиевский, народный артист Украины, профессор В. М. Иконник, народный артист Украины Е. Кухарец, заслуженный артист Украины В. Киоссе, заслуженный деятель искусств Украины, профессор П. Д. Горохов, заслуженный деятель искусств Украины, доцент, основатель детской хоровой школы “Кантилена” С. К. Крыжановский, народный артист Украины, профессор В. И. Газинский, лауреат международных конкурсов, заслуженный работник культуры Украины, профессор Г. С. Лиознов, заслуженный деятель искусств Украины, профессор Л. М. Бутенко и многие другие.
Как дирижёр объединенного хора Одесской консерватории и Одесского музыкального училища (ныне Одесское училище искусств и культуры им. К. Ф. Данькевича) был участником VI Всемирного фестиваля молодежи и студентов в Москве (1957), завоевал Золотую медаль фестиваля. Под руководством Д. Загрецкого исполнение хора отмечалось масштабностью звучания, тонким нюансированием.
Д. Загрецкий — один из виднейших представителей хоровой культуры, мастер хорового дирижирования. Его исполнительской манере были присущи яркая эмоциональность, выразительность дирижёрского жеста. Высокая вокально-хоровая техника сочеталась с оригинальностью интерпретаций, в том числе произведений Д. Бортнянского, М. Березовского, Н. Леонтовича. Важное место в репертуаре Д. Загрецкого занимала хоровая музыка украинских композиторов (Н. Лысенко, Н. Леонтовича, Л. Ревуцкого, С. Людкевича).
Автор «Учебника по аранжировке», 1969; «Учебника по дирижированию», 1979; «Хоровая аранжировка» (совм. с П. Д. Гороховым) (1972, 1982) (все — Киев).